# Altpersisches Wörterbuch
Das Altpersische Wörterbuch ist ein Lexikon, das die Wörter der altpersischen Sprache enthält. Als Quelle dienen die achämenidischen Königsinschriften, die sowohl die monumentalen Inschriften als auch die Gefäß-, Siegel- und Gewichtsinschriften der achämenidischen Könige umfassen. Das aktuelle Wörterbuch stammt vom deutschen Sprachforscher Rüdiger Schmitt aus dem Jahr 2014.

## Geschichte
Walther Hinz veröffentlichte 1942 das erste altpersische Wörterbuch, das für die neuere Forschung von Bedeutung war, weil es die zahlreichen Veröffentlichungen der Inschriften aus Susa aus dem ersten Drittel des 20. Jahrhunderts und die großen Inschriften von Persepolis enthält. Es listet zu den Wörtern alle Belegstellen auf und führt erstmals einen rückläufigen Index ein. In dieser Veröffentlichung werden die Transliteration und Transkription vermischt und die Umschrift entspricht nicht dem heute gängigen Gebrauch, im Besonderen der Verwendung der Buchstaben x, θ und v. 1973 hat Walther Hinz das Wörterbuch in einer überarbeiteten und reduzierten Version (ohne Belegstellen) erneut vorgelegt und dabei die Transliteration und Transkription scharf getrennt. Seine Interpretation der Transkription hat sich nicht durchgesetzt.
Roland Grubb Kent veröffentlichte 1950 und in einer zweiten Auflage 1953 sein Standardbuch zur altpersischen Sprache, in das ein Lexikon der altpersischen Sprache integriert ist. Es listet alle Belegstellen der im Buch erfassten altpersischen Wörter auf, gibt Informationen zur Etymologie der Wörter und Namen und verweist auf die zahlreiche Sekundärliteratur. Roland Grubb Kent nimmt im Unterschied zu den Wörterbüchern von Walther Hinz als Lemma die Stämme der Namenwörter und Pronomen und die Wurzeln der Verben, die noch ohne Regeln angesetzt sind. Auch er unterscheidet nicht konsequent zwischen Transliteration und Transkription. Zusätzlich sind die Wörter nicht alphabetisch eingeordnet, was eine Orientierung erschwert.
1964 veröffentlichte Manfred Mayrhofer ein weiteres Lexikon des Altpersischen, das sich auf die im Buch aufgeführten Texte beschränkt und deshalb unvollständig ist. Es ist im Wesentlichen ein etymologisches Wörterbuch und berücksichtigt erstmals die Nebenüberlieferungen in elamischen, babylonischen, aramäischen und anderen Quellen in der Form von Rekonstruktionen.
2014 veröffentlichte Rüdiger Schmitt das Wörterbuch der altpersischen Königsinschriften. Es enthält neben den achämenidischen Königsinschriften auch die Wörter aus den Gefäß-, Siegel- und Gewichtsinschriften. Das Wörterbuch listet alle Belegstellen auf und enthält mehrere rückläufige Indexe. Im Hauptteil werden die Stämme und Wurzeln mit den Belegformen, einer Übersetzung und kurzen Angaben zur Etymologie aufgeführt. Wie der Titel des Wörterbuchs sagt, enthält es keine Rekonstruktionen, beziehungsweise vor-altpersische Wörter.

## Liste altpersischer Wörterbücher
- Walther Hinz: Altpersischer Wortschatz. Abhandlungen für die Kunde des Morgenlandes. Band 27.1. Deutsche Morgenländische Gesellschaft, Brockhaus, Leipzig 1942 (opendata.uni-halle.de).
- Roland Grubb Kent: Old Persian: Grammar, Texts, Lexicon. 2. revidierte Auflage (=American Oriental Series. Band 33). New Haven 1953, S. 164–215 (babel.hathitrust.org).
- Wilhelm Brandenstein, Manfred Mayrhofer: Handbuch des Altpersischen. Harrassowitz, Wiesbaden 1964, S. 99–157 (archive.org).
- Walther Hinz: Neue Wege im Altpersischen. Wiesbaden 1973, S. 119–159 (archive.org).
- Rüdiger Schmitt: Wörterbuch der altpersischen Königsinschriften. Reichert, Wiesbaden 2014, ISBN 978-3-95490-017-6.